# Годуново (Владимирская область)
Годуново — село в Александровском муниципальном районе Владимирской области России, входит в состав Андреевского сельского поселения.

## География
Село расположено в 23 км на северо-восток от города Александрова.

## История
По переписным книгам XVII века принадлежало боярам Годуновым, с 1687 года перешло во владение помещиков.
До революции село являлось центром Андревско-Годуновской волости Александровского уезда. 
В годы Советской власти село являлось центром Годуновского сельсовета Александровского района, с 2005 года в составе Андреевского сельского поселения, в селе располагалась центральная усадьба совхоза «Годуновский».
До 2013 года в селе работала Годуновская основная общеобразовательная школа № 32.

## Население
| 1859 | 1905 | 1926 | 2002 | 2010 | 2021 |
| ---- | ---- | ---- | ---- | ---- | ---- |
| 267  | ↗282 | ↗307 | ↗618 | ↗692 | ↘475 |

## Инфраструктура
В селе имеются детский сад, дом культуры, амбулатория, отделение почтовой связи.

## Достопримечательности
В селе Михаило-Архангельская церковь (1809-1819 гг.).